# Schloss Zinneberg

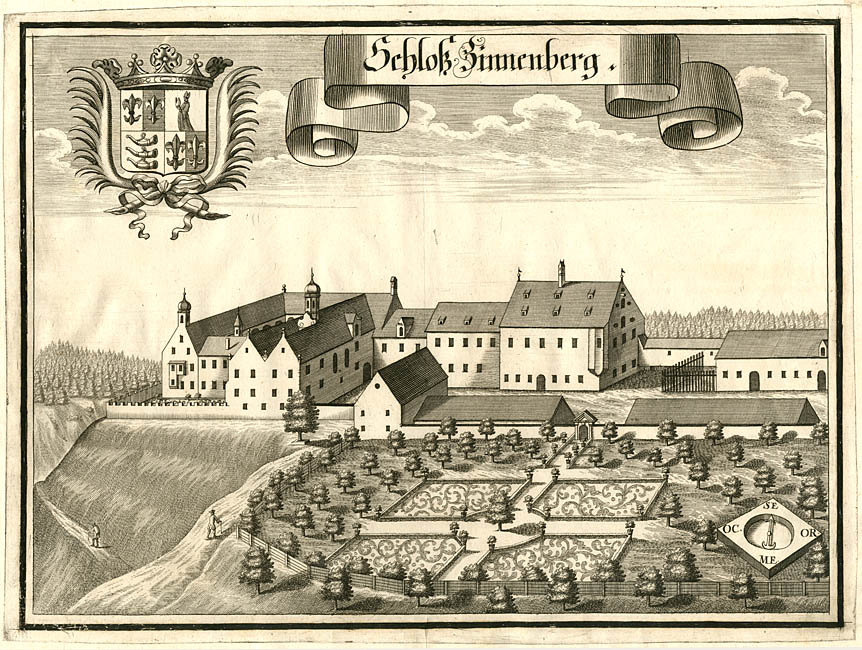
Michael Wening: das „Schloß Zinnenberg“ um 1705

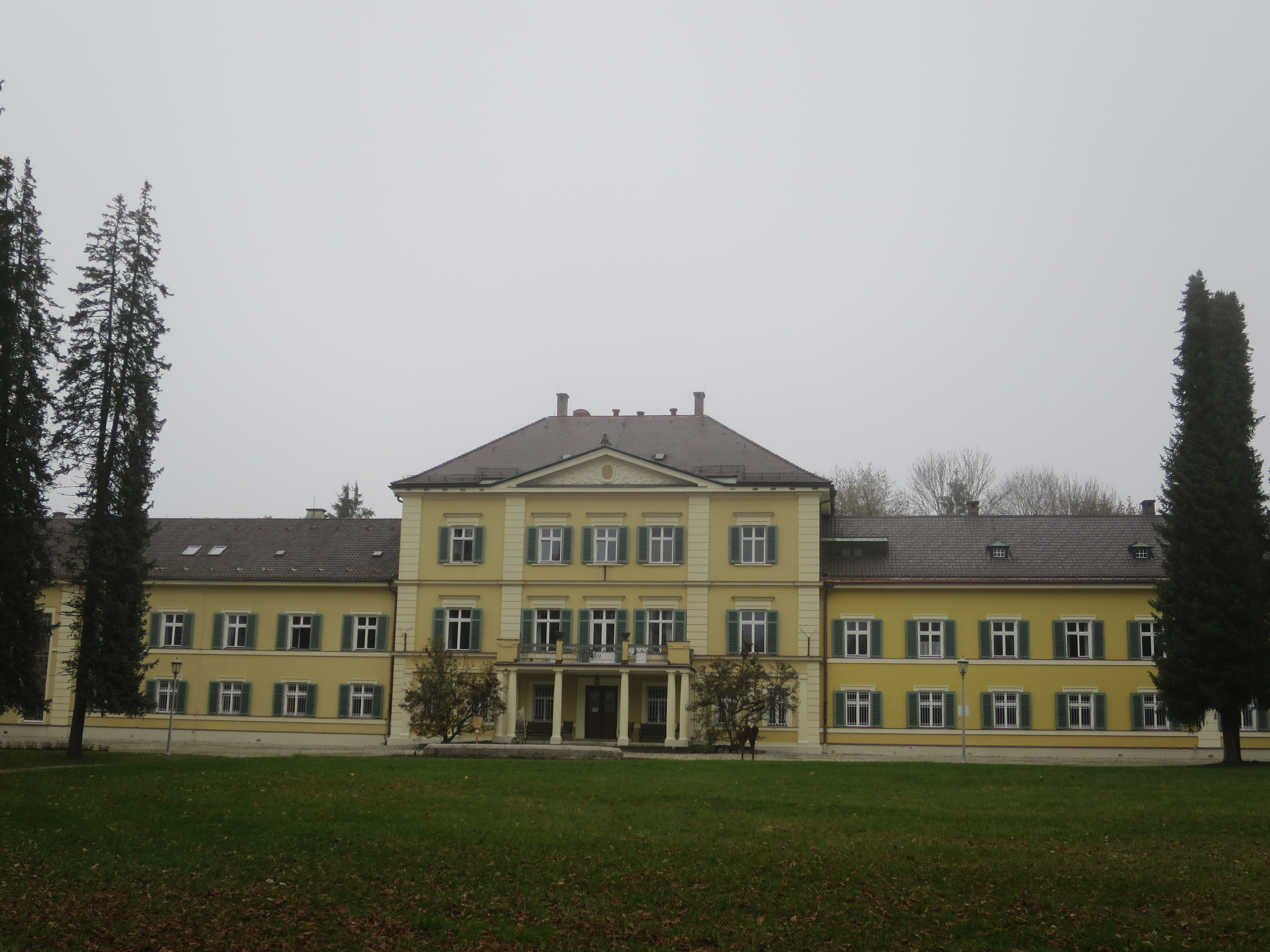
Schloß Zinneberg, Vorderfront zum Schlosspark

Schloss Zinneberg ist ein Schloss in Zinneberg, einem Gemeindeteil von Glonn im Landkreis Ebersberg. Es liegt am östlichen Rand des Ortes auf der vorspringenden Nase des namensgebenden Zinnebergs und ist hinter dichtem Baumbewuchs heute nur noch zu erahnen. Der Orden der Schwestern vom Guten Hirten betreibt hier eine Einrichtung der Jugendhilfe. Die Anlage ist unter der Aktennummer D-1-75-121-49 als denkmalgeschütztes Baudenkmal von Zinnenberg verzeichnet. Ebenso wird sie als Bodendenkmal unter der Aktennummer D-1-8037-0120 im Bayernatlas als „untertägige spätmittelalterliche und frühneuzeitliche Befunde im Bereich von Schloss Zinneberg und seiner Vorgängerbauten mit barocken Gartenanlagen“ geführt.

## Geschichte

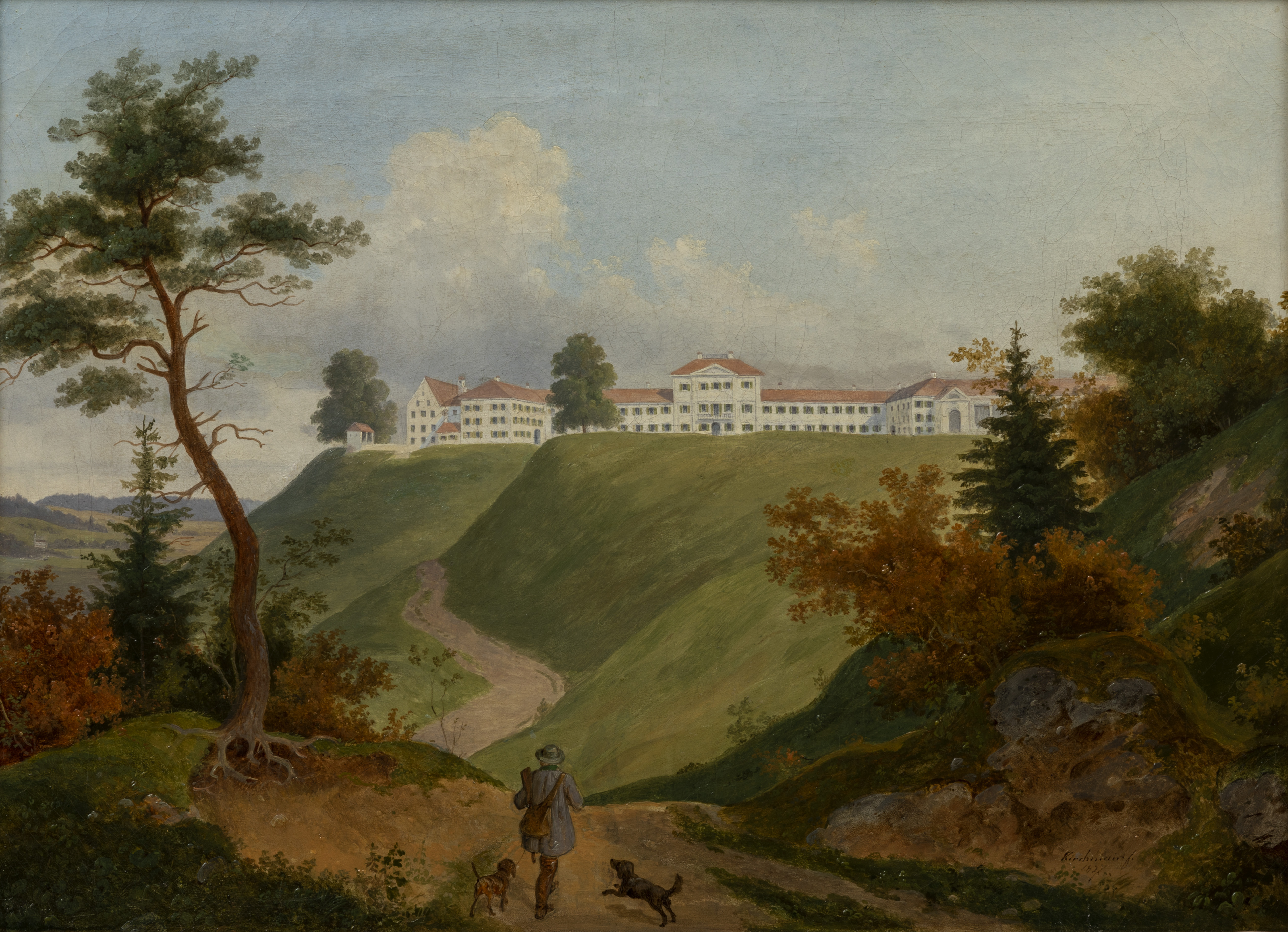
Schloss Zinneberg auf einem Gemälde

Die mutmaßlich schon aus dem 11. Jahrhundert stammende Burg des Ortsadelsgeschlechts „da Glana“ wird erst im Jahr 1332 als „Zinneberg“ in einer Schenkungsurkunde an das Adelsgeschlecht Preysing erwähnt. 1350 wurde Otto von Pienzenau durch Heirat Burgherr auf Zinneberg. 1596 starb Warmundt von Pienzenau ohne männliche Erben. Seine Frau Anna von Pienzenau heiratete im selben Jahr den Grafen Konstantin Fugger von Kirchberg und Weißenhorn. Die Hofmark Zinneberg verblieb für die nächsten 230 Jahre in den Händen der Fugger. 1632, im Dreißigjährigen Krieg wurde Schloss Zinneberg niedergebrannt. Aus dieser Zeit stammt die Legende, dass (bis heute) ein geheimer Gang zwischen Burg und dem Ort bestünde, durch den sich die Bewohner in Sicherheit bringen konnten. Schon 1640 ließ Graf Johannes Friedrich Fugger das Schloss wieder erbauen. 1820 konnten die Fugger in Zinnberg ein Patrimonialgericht II. Klasse in Zinnberg errichten. 
1825 kaufte die bayerische Kurfürstenwitwe Maria Leopoldine, verheiratete Gräfin Arco, das Schloss und ließ es ab 1827 von Leo von Klenze nach ihrem Geschmack umbauen. Die Adelsvorrechte wurden mit der Revolution von 1848 aufgehoben. Nach Maria Leopoldines Tod im selben Jahr verkaufte ihr Sohn Maximilian von Arco-Zinneberg das Anwesen 1850 an den Marchese Fabio Pallavicini, ehemaliger sardinischer Gesandter am bayerischen Hof und Bruder der Ehefrau Aloys Nikolaus von Arco-Steppergs. Pallavicini verkaufte Zinneberg 1868 an den Arzt Friedrich Wilhelm von Scanzoni. 1898 kaufte Adolf Freiherr von Büsing-Orville das Schloss von dessen Sohn Albert von Scanzoni. Freiherr von Büsing-Orville beauftragte weitere Ausbauten durch Friedrich von Thiersch, die dem Schloss bis heute einen feudalen Charakter verleihen. Während der Depression gingen die Güter für 735.000 Reichsmark am 14. September 1927 in den Besitz der Schwestern vom Guten Hirten über. 1938 teilweise abgebrannt, wurden die Schäden nach 1938 wieder behoben.

## Nutzung
Schon zur Zeit des Ersten Weltkrieges fungierte ein Teil des Schlosses als Lazarett. Im Jahr 1927 erwarb der Orden der Schwestern vom Guten Hirten Zinneberg und nutzte es als Erziehungsheim. Nach Ausbruch des Zweiten Weltkrieges wurde das Gebäude des Erziehungsheimes als Reserve-Lazarett der Wehrmacht vorübergehend beschlagnahmt. Im Kalten Krieg wurde eine unterirdische Bunkeranlage errichtet, die als stationäres Hilfskrankenhaus vorgesehen war. Das Schloss dient heute unter Trägerschaft des Ordens als Einrichtung der Jugendhilfe für Mädchen aus schwierigen Verhältnissen und beherbergt zusätzlich einen Kindergarten. Ab 2022 entsteht ein neuer Mittelschul-Bau auf der Wiese neben dem Sportplatz, da die bisher genutzte Orangerie dringenden Sanierungsbedarf hatte.

## Baubeschreibung
Die mehrflügelige Schlossanlage auf einem Bergsporn, ehemals mit Wirtschaftsgebäuden und Brauerei ist ein Neubau nach Zerstörung 1632. Es umfasst nach der Denkmalliste:
- Schlossgebäude, langgestreckter zweigeschossiger Walmdachbau mit dreigeschossigem Mittelrisalit und Putzgliederung, weitestgehender Neubau wohl von Leo von Klenze, 1. Hälfte 19. Jahrhundert, von Friedrich von Thiersch teilweise erneuert 1904/05.
- Gebäudeteil der ehemaligen Burganlage, dreigeschossiger Putzbau mit steilem Satteldach, im Kern spätmittelalterlich, Neubau 1640, historisierende Veränderungen durch Friedrich von Thiersch um 1905.
- Ehemalige Brauerei, zweigeschossiger Walmdachbau mit querstehender Tordurchfahrt, 1. Hälfte 19. Jahrhundert, Umbau durch Friedrich von Thiersch um 1905.
- Orangerie, eingeschossiger Massivbau mit Glasfront, Flachdach und Dachbalustrade, in neubarocken Formen von Friedrich von Thiersch, 1904.
- Parkanlage im Stil eines englischen Landschaftsgartens, südlich und nördlich des Schlosses, nach 1811.
- Gartenpavillon, polygonaler Säulenbau mit Glockendach, um 1900.
- Kapelle, kleiner offener Holzbau mit Tonnengewölbe, Anfang 20. Jahrhundert.
- Springbrunnen, rundes Wasserbassin mit Tuffsteinen, erste Hälfte 19. Jahrhundert.
- Kruzifix, lebensgroßer Korpus unter neubarocker Blechbedachung, Anfang 20. Jahrhundert.
- Teil der ehemaligen Einfriedung mit Balustrade und geschwungenem gotischen Tor, mittelalterlich und um 1905.[1]